# 五所川原商工会館
五所川原商工会館（ごしょがわらしょうこうかいかん）は、青森県五所川原市にある施設である。

## 概要
五所川原商工会のエルムの街創設により、市街地商店街の衰退に歯止めをかけるべく、更なる活性化を目指した主体事業により、建設された。

## 所在地
- 〒037-0052：青森県五所川原市字東町17番5号

## 沿革
- 1997年（平成9年）6月 - 着工。
- 1998年（平成10年）3月30日 - 延床面積4170平方メートルの建物竣工。商工会が岩木町12番地から移転。

## 主なテナント
- 五所川原商工会議所
- 青森放送五所川原支局
- 青森テレビ報道部五所川原分室（旧：五所川原支局）
- 五所川原エフエム本社（1階に演奏所、屋上に送信所）
- 中三五所川原営業所
- 弘南観光開発五所川原営業所（2022年4月11日に弘南バス五所川原駅前案内所内から移転）

## アクセス
- JR五能線五所川原駅・津軽鉄道津軽五所川原駅から、徒歩約1分。
  - 弘南バス五所川原ターミナルから、徒歩1-2分。
- 五所川原市役所から、徒歩数分。

## 周辺
- JR五能線五所川原駅
- 津軽鉄道津軽五所川原駅
- 弘南バス五所川原ターミナル
- 五所川原警察署五所川原駅前交番
- 五所川原立佞武多収納庫
- 新生大橋（市道岩木町飯詰線）
- 五所川原市役所

## 送信所
無線局の概要
による。
| 免許人                   | 呼出符号   | 周波数  | 空中線電力 | ERP | 放送区域             | 放送区域内世帯数 |
| ------------------------ | ---------- | ------- | ---------- | --- | -------------------- | ---------------- |
| 株式会社五所川原エフエム | JOZZ2BJ-FM | 76.7MHz | 20W        | 26W | 五所川原市の一部地域 | 23,376世帯       |

- 2014年（平成26年）
  - 7月7日 - 特定地上基幹放送局の免許取得[2]
  - 7月10日 - 開局[2]

## 参考資料
- 『東奥年鑑1999年版』記録編258頁「市町村の姿-五所川原市 主なできごと▷駅前地区に新商工会館が完成」
- 『五所川原市史 通史編2』（1998年3月31日発行）713～714頁「第三章 五所川原の現在と未来・第七編、現代の五所川原・二、官公庁及び団体」・「表194 官公庁並びに団体一覧」